# Calcio ai Giochi della IV Olimpiade - Convocazioni

## Danimarca
Allenatore:  Charlie Williams
| N. | Pos. | Giocatore             | Data nascita (età)          | Pres. | Squadra |
| -- | ---- | --------------------- | --------------------------- | ----- | ------- |
|    | P    | Ludwig Drescher       | 21 luglio 1881 (27 anni)    |       | KB      |
|    | D    | Charles Buchwald      | 22 ottobre 1880 (27 anni)   |       | AB      |
|    | D    | Harald Hansen         | 14 marzo 1884 (24 anni)     |       | B.93    |
|    | C    | Harald Bohr           | 22 aprile 1887 (21 anni)    |       | AB      |
|    | C    | Knud Hansen           |                             |       | Olympia |
|    | C    | Kristian Middelboe    | 24 marzo 1881 (27 anni)     |       | KB      |
|    | C    | Nils Middelboe        | 18 ottobre 1887 (21 anni)   |       | KB      |
|    | A    | Peter Marius Andersen | 25 aprile 1885 (23 anni)    |       | Frem    |
|    | A    | Magnus Beck           |                             |       | B.93    |
|    | A    | Ødbert Bjarnholt      | 24 dicembre 1885 (22 anni)  |       | Frem    |
|    | A    | Johannes Gandil       | 21 maggio 1873 (35 anni)    |       | B.93    |
|    | A    | August Lindgren       | 1º agosto 1883 (25 anni)    |       | B.93    |
|    | A    | Einar Middelboe       | 25 settembre 1883 (25 anni) |       | KB      |
|    | A    | Sophus Nielsen        | 15 marzo 1888 (20 anni)     |       | Frem    |
|    | A    | Oskar Nielsen         | 4 ottobre 1882 (26 anni)    |       | KB      |
|    | A    | Bjørn Rasmussen       | 19 maggio 1885 (23 anni)    |       | KB      |
|    | A    | Vilhelm Wolfhagen     | 11 novembre 1889 (18 anni)  |       | KB      |

## FranciaA[1]
Allenatore: commissione tecnica
| N. | Pos. | Giocatore         | Data nascita (età)         | Pres. | Squadra           |
| -- | ---- | ----------------- | -------------------------- | ----- | ----------------- |
|    | P    | Jules Signoret    |                            |       | Franciscain       |
|    | P    | Maurice Tillette  | 12 gennaio 1883 (25 anni)  |       | Boulogne          |
|    | D    | O. Desaulty       |                            |       | AS Française      |
|    | D    | Jean Dubly        | 9 agosto 1886 (22 anni)    |       | Roubaix           |
|    | D    | Ursule Wibaut     | 30 novembre 1886 (21 anni) |       | Olympique Lillois |
|    | C    | Georges Bayrou    | 21 dicembre 1883 (24 anni) |       | Gallia Club       |
|    | C    | Julien Du Rhéart  | 1º gennaio 1881 (27 anni)  |       | Red Star          |
|    | C    | Charles Renaux    | 30 novembre 1884 (23 anni) |       | Roubaix           |
|    | C    | Louis Schubart    | 30 novembre 1883 (24 anni) |       | Olympique Lillois |
|    | A    | Georges Albert    | 1º gennaio 1885 (23 anni)  |       | CA Paris          |
|    | A    | Gaston Cyprès     | 19 novembre 1884 (23 anni) |       | CA Paris          |
|    | A    | Albert Dubly      |                            |       | Roubaix           |
|    | A    | René Fenouillière | 22 ottobre 1882 (25 anni)  |       | Red Star          |
|    | A    | André François    | 30 novembre 1884 (23 anni) |       | Roubaix           |
|    | A    | Gabriel Hanot     | 6 novembre 1889 (18 anni)  |       | Tourcoing         |
|    | A    | Marius Royet      | 19 giugno 1880 (28 anni)   |       | US Parisienne     |
|    | A    | Émile Sartorius   | 2 aprile 1885 (23 anni)    |       | Roubaix           |
|    | A    | Jean Zimmermman   |                            |       | AS Française      |

## FranciaB[1]
Allenatore: commissione tecnica
| N. | Pos. | Giocatore            | Data nascita (età)         | Pres. | Squadra           |
| -- | ---- | -------------------- | -------------------------- | ----- | ----------------- |
|    | P    | Fernand Desrousseaux | 3 gennaio 1885 (23 anni)   |       | Tourcoing         |
|    | D    | Charles Bilot        | 11 marzo 1883 (25 anni)    |       | CA Paris          |
|    | D    | Étienne Morillon     |                            |       | Red Star          |
|    | D    | Joseph Verlet        | 16 agosto 1883 (25 anni)   |       | CA Paris          |
|    | C    | Sadi Dastarac        | 1º gennaio 1888 (20 anni)  |       | Gallia Club       |
|    | C    | Victor Denis         | 12 gennaio 1889 (19 anni)  |       | Tourcoing         |
|    | C    | Raoul Gressier       | 19 novembre 1885 (22 anni) |       | Calais RUFC       |
|    | C    | Georges Prouvost     |                            |       | Tourcoing         |
|    | C    | Justin Vialaret      | 12 novembre 1883 (24 anni) |       | CA Paris 14       |
|    | A    | René Eucher          |                            |       | AS Française      |
|    | A    | Adrien Filez         | 27 agosto 1885 (23 anni)   |       | Tourcoing         |
|    | A    | Henri Holgard        | 1º gennaio 1884 (24 anni)  |       | Amiens            |
|    | A    | Albert Jenicot       | 15 febbraio 1885 (23 anni) |       | Roubaix           |
|    | A    | Paul Mathaux         |                            |       | Boulogne          |
|    | A    | Albert Schaff        | 8 aprile 1885 (23 anni)    |       | CA Paris 14       |
|    | A    | Pierre Six           | 18 gennaio 1888 (20 anni)  |       | Olympique Lillois |

## Paesi Bassi
Allenatore:  Edgar Chadwick
| N. | Pos. | Giocatore            | Data nascita (età)          | Pres. | Squadra          |
| -- | ---- | -------------------- | --------------------------- | ----- | ---------------- |
|    | P    | Reinier Beeuwkes     | 17 febbraio 1884 (24 anni)  |       | Dordrecht        |
|    | P    | Lo La Chapelle       | 22 giugno 1888 (20 anni)    |       | HVV              |
|    | D    | John Heijning        | 23 settembre 1881 (27 anni) |       | HVV              |
|    | D    | Karel Heijting       | 1º maggio 1883 (25 anni)    |       | HVV              |
|    | D    | Lou Otten            | 5 novembre 1883 (24 anni)   |       | Quick Den Haag   |
|    | C    | Bok de Korver        | 27 gennaio 1883 (25 anni)   |       | Sparta Rotterdam |
|    | C    | Vic Gonsalves        | 20 ottobre 1887 (20 anni)   |       | HBS              |
|    | C    | Jan Kok              | 9 luglio 1889 (19 anni)     |       | Koninklijke UD   |
|    | C    | Miel Mundt           | 30 maggio 1880 (28 anni)    |       | HVV              |
|    | A    | Eetje Sol            | 10 giugno 1881 (27 anni)    |       | HVV              |
|    | A    | Frans de Bruijn Kops | 28 ottobre 1886 (21 anni)   |       | HBS              |
|    | A    | Jops Reeman          | 9 agosto 1886 (22 anni)     |       | Quick Den Haag   |
|    | A    | Edu Snethlage        | 9 maggio 1886 (22 anni)     |       | Quick Den Haag   |
|    | A    | Jan Thomée           | 4 dicembre 1886 (21 anni)   |       | Concordia Delft  |
|    | A    | Jan van den Berg     | 22 agosto 1879 (29 anni)    |       | Haarlem          |
|    | A    | Toine van Renterghem | 17 aprile 1885 (23 anni)    |       | HBS              |
|    | A    | Caius Welcker        | 9 luglio 1885 (23 anni)     |       | Quick Den Haag   |

## Regno Unito
Allenatore:  Alfred Davis
| N. | Pos. | Giocatore         | Data nascita (età)          | Pres. | Squadra             |
| -- | ---- | ----------------- | --------------------------- | ----- | ------------------- |
|    | P    | Horace Bailey     | 3 luglio 1881 (27 anni)     |       | Leicester City      |
|    | P    | Ronald Brebner    | 23 settembre 1881 (27 anni) |       | Stockton            |
|    | D    | Walter Corbett    | 26 novembre 1880 (27 anni)  |       | Birmingham City     |
|    | D    | Albert Scothern   | 1º gennaio 1882 (26 anni)   |       | Oxford City         |
|    | D    | Herbert Smith     | 22 novembre 1877 (30 anni)  |       | Reading             |
|    | C    | Albert Bell       |                             |       | Woking              |
|    | C    | Frederick Chapman | 10 maggio 1883 (25 anni)    |       | South Notts         |
|    | C    | William Daffern   |                             |       | Royal Engineers     |
|    | C    | Bob Hawkes        | 18 ottobre 1880 (28 anni)   |       | Luton Town          |
|    | C    | Kenneth Hunt      | 24 febbraio 1884 (24 anni)  |       | Wolverhampton       |
|    | A    | George Barlow     | 1º gennaio 1885 (23 anni)   |       | Preston N.E.        |
|    | A    | Arthur Berry      | 3 gennaio 1888 (20 anni)    |       | Liverpool           |
|    | A    | W. Crabtree       |                             |       | Blackburn Crosshill |
|    | A    | Harold Hardman    | 4 aprile 1882 (26 anni)     |       | Manchester Utd      |
|    | A    | Chris Porter      | 25 ottobre 1885 (22 anni)   |       | Stockport County    |
|    | A    | Clyde Purnell     | 14 maggio 1877 (31 anni)    |       | Clapton Orient      |
|    | A    | Harry Stapley     | 29 aprile 1883 (25 anni)    |       | Glossop             |
|    | A    | Vivian Woodward   | 6 giugno 1879 (29 anni)     |       | Tottenham           |

## Svezia
Allenatore:  Ludvig Kornerup
| N. | Pos. | Giocatore        | Data nascita (età)          | Pres. | Squadra        |
| -- | ---- | ---------------- | --------------------------- | ----- | -------------- |
|    | P    | Oskar Bengtsson  | 14 gennaio 1885 (23 anni)   |       | Örgryte        |
|    | D    | Nils Andersson   | 10 marzo 1887 (21 anni)     |       | IFK Göteborg   |
|    | D    | Erik Bergström   | 6 gennaio 1886 (22 anni)    |       | Örgryte        |
|    | D    | Åke Fjästad      | 16 dicembre 1887 (20 anni)  |       | IFK Stoccolma  |
|    | D    | Theodor Malm     | 23 ottobre 1889 (18 anni)   |       | AIK            |
|    | C    | Thor Ericsson    |                             |       | Örgryte        |
|    | C    | Valter Lidén     | 10 marzo 1887 (21 anni)     |       | IFK Göteborg   |
|    | C    | Hans Lindman     | 6 settembre 1884 (24 anni)  |       | IFK Uppsala    |
|    | C    | Olof Ohlsson     | 4 ottobre 1888 (20 anni)    |       | IFK Eskilstuna |
|    | C    | Sven Olsson      | 3 ottobre 1889 (19 anni)    |       | Örgryte        |
|    | A    | Sune Almkvist    | 4 febbraio 1886 (22 anni)   |       | IFK Uppsala    |
|    | A    | Karl Ansén       | 26 luglio 1887 (21 anni)    |       | AIK            |
|    | A    | Gustaf Bergström | 4 luglio 1884 (24 anni)     |       | Örgryte        |
|    | A    | Arvid Fagrell    | 10 agosto 1888 (20 anni)    |       | IFK Göteborg   |
|    | A    | Karl Gustafsson  | 16 settembre 1888 (20 anni) |       | IFK Köping     |
|    | A    | Sven Ohlsson     | 14 febbraio 1888 (20 anni)  |       | Marieberg      |